# Trophée mondial de rugby à XV des moins de 20 ans
Ne doit pas être confondu avec Championnat du monde junior de rugby à XV.
Le Trophée mondial de rugby à XV des moins de 20 ans, en anglais World Rugby U20 Trophy (connu de 2008 à 2014 sous le nom de IRB Junior World Rugby Trophy) est une compétition internationale de rugby à XV, réservée aux jeunes joueurs de moins de 20 ans, qui oppose 8 équipes nationales. Elle est organisée par World Rugby. Le vainqueur de cette compétition accède au Championnat du monde junior de rugby à XV l'année suivante.
Le titre est détenu par l'Écosse après l'édition 2024. Le Japon est l'équipe la plus titrée avec trois victoires dans la compétition.

## Histoire
Le Trophée mondial de rugby à XV des moins de 20 ans est créé en 2008, après la décision de l'IRB en 2007 de restructurer les compétitions internationales juniors.
La première édition de ce « nouveau » championnat a lieu au Chili. Huit équipes y participent. L'Uruguay la remporte.
Lors de l'édition 2012 (en), les États-Unis remportent la compétition disputée « à domicile » dans la ville de Murray ; l'équipe américaine devient ainsi la première nation remportant le trophée alors que la compétition se dispute sur son propre territoire.
Au terme de l'édition 2019 qui voit la victoire du Japon, le capitaine Shota Fukui devient le premier joueur de l'histoire à être sacré à deux reprises, après son premier succès en 2017.
En raison de la pandémie de Covid-19, l'édition 2020 est annulée ; les éditions 2021 et 2022 connaissent le même sort, en l'absence d'amélioration sanitaire et de garanties financières.
L'édition 2025 est annulée bien que le championnat du monde ait lieu, dans le cadre d'une potentielle réorganisation des compétitions de haut niveau entre équipes nationales junior. En substitution, World Rugby entreprend la création d'une nouvelle compétition en vue de l'année 2026, la Challenger Cup, « afin de permettre aux équipes d'accéder à des compétitions internationales significatives au fur et à mesure que les filières régionales sont finalisées ».

## Palmarès

### Détail du palmarès
| Année | Hôte         | Vainqueur                                              | Score                                                  | Finaliste                                              | Troisième                                              | Score                                                  | Quatrième                                              |
| ----- | ------------ | ------------------------------------------------------ | ------------------------------------------------------ | ------------------------------------------------------ | ------------------------------------------------------ | ------------------------------------------------------ | ------------------------------------------------------ |
| 2008  | Chili        | Uruguay -20                                            | 20 - 8                                                 | Chili -20                                              | Géorgie -20                                            | 34–10                                                  | Roumanie -20                                           |
| 2009  | Kenya        | Roumanie -20                                           | 25 - 13                                                | États-Unis -20                                         | Chili -20                                              | 19–17                                                  | Kenya -20                                              |
| 2010  | Russie       | Italie -20                                             | 36 - 7                                                 | Japon -20                                              | Russie -20                                             | 23–20                                                  | Roumanie -20                                           |
| 2011  | Géorgie      | Samoa -20                                              | 31 - 24                                                | Japon -20                                              | Géorgie -20                                            | 20–15                                                  | Uruguay -20                                            |
| 2012  | États-Unis   | États-Unis -20                                         | 37 - 33                                                | Japon -20                                              | Tonga -20                                              | 31–29                                                  | Géorgie -20                                            |
| 2013  | Chili        | Italie -20                                             | 45 - 23                                                | Canada -20                                             | Chili -20                                              | 38–35                                                  | Japon -20                                              |
| 2014  | Hong Kong    | Japon -20                                              | 35 - 10                                                | Tonga -20                                              | États-Unis -20                                         | 26–25                                                  | Uruguay -20                                            |
| 2015  | Portugal     | Géorgie -20                                            | 49 - 24                                                | Canada -20                                             | Uruguay -20                                            | 44–43                                                  | Tonga -20                                              |
| 2016  | Zimbabwe     | Samoa -20                                              | 38 - 32                                                | Espagne -20                                            | Fidji -20                                              | 44–30                                                  | Namibie -20                                            |
| 2017  | Uruguay      | Japon -20                                              | 14 - 3                                                 | Portugal -20                                           | Uruguay -20                                            | 34–12                                                  | Namibie -20                                            |
| 2018  | Roumanie     | Fidji -20                                              | 58 - 8                                                 | Samoa -20                                              | Portugal -20                                           | 67–36                                                  | Namibie -20                                            |
| 2019  | Brésil       | Japon -20                                              | 35 - 34                                                | Portugal -20                                           | Tonga -20                                              | 29–27                                                  | Uruguay -20                                            |
| 2020  | Espagne      | Éditions annulées en raison de la pandémie de Covid-19 | Éditions annulées en raison de la pandémie de Covid-19 | Éditions annulées en raison de la pandémie de Covid-19 | Éditions annulées en raison de la pandémie de Covid-19 | Éditions annulées en raison de la pandémie de Covid-19 | Éditions annulées en raison de la pandémie de Covid-19 |
| 2021  | Non attribué | Éditions annulées en raison de la pandémie de Covid-19 | Éditions annulées en raison de la pandémie de Covid-19 | Éditions annulées en raison de la pandémie de Covid-19 | Éditions annulées en raison de la pandémie de Covid-19 | Éditions annulées en raison de la pandémie de Covid-19 | Éditions annulées en raison de la pandémie de Covid-19 |
| 2022  | Non attribué | Éditions annulées en raison de la pandémie de Covid-19 | Éditions annulées en raison de la pandémie de Covid-19 | Éditions annulées en raison de la pandémie de Covid-19 | Éditions annulées en raison de la pandémie de Covid-19 | Éditions annulées en raison de la pandémie de Covid-19 | Éditions annulées en raison de la pandémie de Covid-19 |
| 2023  | Kenya        | Espagne -20                                            | 39 - 32                                                | Uruguay -20                                            | Écosse -20                                             | 83 - 10                                                | Samoa -20                                              |
| 2024  | Écosse       | Écosse -20                                             | 48 - 10                                                | États-Unis -20                                         | Japon -20                                              | 75 - 22                                                | Uruguay -20                                            |
| 2025  | Non attribué | Édition annulée                                        | Édition annulée                                        | Édition annulée                                        | Édition annulée                                        | Édition annulée                                        | Édition annulée                                        |

### Bilan
| Rang | Équipe         | Champion | Finaliste | Troisième | Quatrième |
| ---- | -------------- | -------- | --------- | --------- | --------- |
| 1    | Japon -20      | 3        | 3         | 1         | 1         |
| 2    | Samoa -20      | 2        | 1         | 0         | 1         |
| 3    | Italie -20     | 2        | 0         | 0         | 0         |
| 4    | États-Unis -20 | 1        | 2         | 1         | 0         |
| 5    | Uruguay -20    | 1        | 1         | 3         | 4         |
| 6    | Écosse -20     | 1        | 1         | 1         | 0         |
| 7    | Espagne -20    | 1        | 1         | 0         | 0         |
| 8    | Géorgie -20    | 1        | 0         | 2         | 1         |
| 9    | Fidji -20      | 1        | 0         | 1         | 0         |
| 10   | Roumanie -20   | 1        | 0         | 0         | 2         |
| 11   | Portugal -20   | 0        | 2         | 1         | 0         |
| 12   | Canada -20     | 0        | 2         | 0         | 0         |
| 13   | Chili -20      | 0        | 1         | 2         | 0         |
| 14   | Tonga -20      | 0        | 1         | 1         | 2         |
| 15   | Russie -20     | 0        | 0         | 1         | 0         |
| 16   | Namibie -20    | 0        | 0         | 0         | 3         |
| 17   | Kenya -20      | 0        | 0         | 0         | 1         |